# 余計
| ウィキペディアには「余計」という見出しの百科事典記事はありません（タイトルに「余計」を含むページの一覧/「余計」で始まるページの一覧）。 代わりにウィクショナリーのページ「余計」が役に立つかもしれません。 |